# داريوس إيوبانكس
داريوس إيوبانكس (بالإنجليزية: Darius Eubanks)‏ هو لاعب كرة قدم أمريكية أمريكي، ولد في 12 يوليو 1991 في طومسون في الولايات المتحدة.

## وصلات خارجية
- داريوس إيوبانكس على موقع مرجع كرة القدم المحترفة.كوم (الإنجليزية)